# Ramboldia laeta
Ramboldia laeta är en lavart som först beskrevs av Stirt., och fick sitt nu gällande namn av Kalb, Lumbsch & Elix. Ramboldia laeta ingår i släktet Ramboldia och familjen Lecanoraceae.   Inga underarter finns listade i Catalogue of Life.